# Стенберг, Амандла
Амандла Стенберг (англ. Amandla Stenberg; род. 23 октября 1998, Лос-Анджелес, Калифорния, США) — американская актриса, наиболее известная по ролям Руты в фильме «Голодные игры», Мэдди Уиттиер в фильме «Весь этот мир», Старр Картер в фильме «Чужая ненависть».

## Биография
Амандла родилась 23 октября 1998 года в Лос-Анджелесе, штат Калифорния. У неё афроамериканские корни со стороны матери Карен Брейлсфорд и датские со стороны отца. Её бабушка со стороны отца была родом из Гренландии.
Амандла сотрудничает с общественной организацией «Раздели нашу силу», которая борется с проблемой голода среди детей в США.
В 2016 году она объявила, что будет посещать киношколу в Нью-Йоркском университете.

## Карьера
С 4 лет Амандла начала сниматься в рекламе McDonald’s, Kmart. В большом кино девочка дебютировала, когда ей было 13 лет: она сыграла юную Каталею в боевике Оливье Мегатона «Коломбиана».
В 2011 году стало известно, что Амандлу выбрали на роль Руты в фильме «Голодные игры», мировая премьера которого состоялась 12 марта 2012 года. Весной 2014 года вышел приключенческий мультфильм «Рио 2», где Стенберг озвучила младшую дочь Голубчика — умную и застенчивую птичку по имени Умничка (англ. Bia).
В 2013 году снялась в нескольких эпизодах телесериала «Сонная лощина», где сыграла роль дочери капитана Фрэнка Ирвинга, Мэйси Ирвинг. Первое появление Амандлы на экранах состоялось в эпизоде, который вышел в эфире канала Fox в конце ноября.
В 2016 году стало известно, что Амандла сыграет роль Старр Картер в драматическом фильме «Чужая ненависть».
В 2017 году снялась в романтическом фильме «Весь этот мир» режиссёра Стеллы Меги. В том же году была выбрана на роль Лейны в фильме «Где соприкасаются руки».
В 2020 году появилась в сериале «Водоворот». В 2021 году появилась в фильме «Дорогой Эван Хансен». Озвучила Байт-паука в мультфильме «Человек-паук: Паутина вселенных» (2023). В 2024 году появилась в главной роли в сериале «Аколит» по «Звёздным войнам».

## Личная жизнь
Стенберг относит себя к интерсекциональным феминисткам.
Ранее Стенберг совершала каминг-аут как бисексуалка и пансексуалка. В июне 2018 года она совершила каминг-аут как лесбиянка.

## Фильмография
| Год       |    | Русское название                | Оригинальное название               | Роль                              |
| --------- | -- | ------------------------------- | ----------------------------------- | --------------------------------- |
| 2011      | ф  | Коломбиана                      | Colombiana                          | Каталея в детстве                 |
| 2012      | ф  | Голодные игры                   | The Hunger Games                    | Рута                              |
| 2012      | тф | Вкус романтики                  | A Taste of Romance                  | Tейлор                            |
| 2013—2014 | с  | Сонная Лощина                   | The Sleepy Hollow                   | Мэйси Ирвинг                      |
| 2014      | мф | Рио 2                           | Rio 2                               | Умничка                           |
| 2015      | с  | Мистер Робинсон                 | Mr. Robinson                        | Хэлли Фостер                      |
| 2016      | ф  | Как есть                        | As You Are                          | Сара                              |
| 2017      | ф  | Весь этот мир                   | Everything, Everything              | Мэдди Уиттиер                     |
| 2017      | мс | Нео Йокио                       | Neo Yokio                           | фанатка Хелен                     |
| 2018      | ф  | Тёмные отражения                | The Darkest Minds                   | Руби Дейли                        |
| 2018      | ф  | Чужая ненависть                 | The Hate U Give                     | Старр Картер                      |
| 2018      | ф  | Где соприкасаются руки          | Where Hands Touch                   | Лейна                             |
| 2019      | с  | Пьяная история                  | Drunk History                       | Элизабет Экфорд                   |
| 2020      | с  | Водоворот                       | The Eddy                            | Джули                             |
| 2021      | ф  | Дорогой Эван Хансен             | Dear Evan Hansen                    | Алана Бек                         |
| 2022      | ф  | Тела, тела, тела                | Bodies Bodies Bodies                | Софи                              |
| 2023      | ф  | Моё животное                    | My Animal                           | Джонни                            |
| 2023      | мф | Человек-паук: Паутина вселенных | Spider-Man: Across the Spider-Verse | Марго Кесс / Байт-паук            |
| 2024      | с  | Аколит                          | Star Wars: The Acolyte              | Оша и Мэй                         |
| 2025      | мф | Дикий лес                       | Wildwood                            | озвучивает неизвестного персонажа |